# Bligny-lès-Beaune
Bligny-lès-Beaune – miejscowość i gmina we Francji, w regionie Burgundia-Franche-Comté, w departamencie Côte-d’Or.
Według danych na rok 1990 gminę zamieszkiwało 1076 osób, a gęstość zaludnienia wynosiła 147 osób/km² (wśród 2044 gmin Burgundii Bligny-lès-Beaune plasuje się na 215. miejscu pod względem liczby ludności, natomiast pod względem powierzchni na miejscu 1091.).